# Christian Veltin

Christian Veltin

Christian Veltin (* 16. Oktober 1867 in Bernkastel; † 22. April 1952 in Trier) war ein deutscher Politiker (Zentrum).

## Leben und Wirken
Nach dem Besuch der höheren Knabenschule in Kemperhof bei Koblenz wurde Veltin zum Bankkaufmann ausgebildet. Nach eigenen Angaben arbeitete er anschließend lange Jahre „im Finanzwesen, im Sparkassenverkehr und im Bankbetrieb“ und war bis 1909 Bankdirektor.
Eine politische Heimat fand Veltin in der katholischen Zentrumspartei. 1908 übernahm Veltin erstmals ein politisches Amt, als er Mitglied des Preußischen Abgeordnetenhauses für den Wahlkreis Trier 2 (Wittlich – Bernkastel wurde. Darüber hinaus war er Stadtrat in Bernkastel-Kues. Nach dem Ersten Weltkrieg saß Veltin von Juni 1920 bis Mai 1924 als Abgeordneter im ersten Reichstag der Weimarer Republik, in dem er den Wahlkreis 24 (Koblenz-Trier) vertrat und dem Ausschuss für Wohnungswesen angehörte.
Er war Besitzer des noch bestehenden Weingutes Veltin Chr. Weingut in Bernkastel-Kues. Daneben trat Veltin als Verfasser von Aufsätzen in der Tagespresse und für landwirtschaftliche Zeitschriften hervor.